# Warrior Kids
Warrior Kids és un grup de música punk i oi! de Marsella que es va crear l'any 1982 sota la influència de grups com The Clash, Sex Pistols i The Damned. Va estar activa fins al 1986 però es va reformar el 2001. L'únic membre fundador que roman és el baixista i cantant Marc Russo.
El 1983, la banda va publicar el seu primer senzill del qual es van vendre més còpies a l'estranger que a França. El 1986 va publicar el seu primer disc, Les Enfants de l'espoir i poc després es va separar. La seva música barreja punk rock, rock, reggae (a l'estil Stiff Little Fingers) i ska.

## Discografia

### Àlbums d'estudi
- 1986: Les Enfants de l'espoir
- 2001: Official Discography (dbleLP)
- 2002: Live 222
- 2003: Carton rouge
- 2004: 20 ans, 20 minutes
- 2004: Les Wieux Kons
- 2007: Fais du rock
- 2009: À la gloire des losers
- 2011: La vie des mauvais garçons
- 2012: Warrior Kids are Alright
- 2014: Plus tard c'est déjà trop tard
- 2020: Les temps pourris[5]

### EP
- 1983: Adolescent
- 1992: Don't Tell Me Lie
- 2003: Les Kids d'Estrangin
- 2011: Warrior Kids - Burn out - 2013 Marseille Capitale
- Rankids (Punk Rockers, Skins et Rude Boys)